# Eric
Eric – wolne i darmowe zintegrowane środowisko programistyczne (IDE) do języka Python. Korzysta z biblioteki PyQt, która jest przeniesieniem do Pythona interfejsu graficznego Qt i wtyczki edytora QScintilla.